# Élise Bertrand (musicienne)
Pour les articles homonymes, voir Bertrand.
Pour l'actrice québécoise, voir Élise Bertrand.
Élise Bertrand est une violoniste et compositrice française, née en septembre 2000 à Toulon.

## Biographie
Élise Bertrand naît en septembre 2000 à Toulon.
Elle commence l'apprentissage de la musique par le piano à l'âge de cinq ans, au Conservatoire de sa ville natale, avant d'aborder le violon à huit ans. Puis, à onze ans, elle s'intéresse à la composition en autodidacte, par goût de l’improvisation.
Elle étudie ensuite au Conservatoire à rayonnement régional de Paris, le violon avec Suzanne Gessner et la composition avec Nicolas Bacri à quatorze ans. Elle remporte plusieurs prix de concours de musique, puis entre au Conservatoire national supérieur de musique et de danse de Paris en 2017. Elle y obtient sa licence et son master dans la classe de Roland Daugareil
En tant que compositrice, son premier opus, Douze préludes pour piano, est dédié à son professeur Nicolas Bacri. En 2020, Élise Bertrand est sélectionnée au festival « Nouveaux Horizons » d'Aix-en-Provence, où son cycle de mélodies Âme de nuit est créé le 17 octobre par Adèle Charvet et Théo Fouchenneret, œuvre qui remporte le Prix d'Honneur au Concours Bellan.
En 2021, elle est invitée au festival de Pâques d'Aix-en-Provence, où sa sonate pour violon et piano, commande du festival, est créée le 30 mars par Renaud Capuçon et Tanguy de Williencourt,.
[réf. nécessaire]En 2022, Elise rentre au CNSMDP en master de musique de chambre avec son pianiste Gaspard Thomas et devient Artiste en résidence à la Chapelle Musicale Reine Elisabeth dans la classe d’Augustin Dumay. Elise est actuellement en 3ème cycle Supérieur de violon (Diplôme d’Artiste Interprète) au CNSMDP, ce qui lui permet notamment de se produire comme soliste avec l’Orchestre des Lauréats du Conservatoire à la Cité de la Musique dans le 2e Concerto de Szymanowski en 2025.
Nommée dans la catégorie « Révélation Soliste Instrumental » des Victoires de la musique classique 2024, Élise remporte de nombreux concours de violon, musique de chambre et de composition.
A l’automne 2019, elle obtient le 2ème Prix du Concours International Ginette Neveu et le Prix Spécial pour la meilleure interprétation de la pièce contemporaine. Un mois après, elle obtient le 1er Prix et Prix Spécial au Concours International Léopold Bellan. En 2022, elle est récompensée par le 1er Prix du Rotary Club Paris et quelques mois plus tard par le 1er Prix – Prix d’Honneur au Concours International des jeunes talents en Normandie.
La musicienne tient notamment à défendre le répertoire méconnu, tant au violon qu’en musique de chambre, ainsi que la musique contemporaine, mêlant ainsi interprétation et création.
Publiées par Billaudot et Klarthe, ses pièces sont commandées par des ensembles, des instrumentistes éminents, des concours, des institutions et font l’objet d’émissions sur France Musique, Radio Classique et ARTE Concert. En mai 2022, Élise est invitée au salon de conférence internationale ClassicalNext donné à Hanovre, donnant la parole à trois compositrices. La même année, sa Sonate-Poème, Op.11 est récompensée par la médaille de l’Académie des Sciences, Lettres et Arts d’Arras.
Des articles lui sont également consacrés dans Classica, Diapason, Pianiste, Traversières Magazine et The Strad Korea.
Son premier disque « Lettera Amorosa » (au label Klarthe) autour de ses oeuvres est salué par la critique et la presse. Il est notamment nommé « Disque contemporain de la semaine  » en Septembre 2022 par Emilie Munera et Rodolphe Bruneau Boulmier.
Pour la saison 2023/2024, Élise rejoint en tant que compositrice l’Ambassador Programme de la plateforme Classeek et honore les commandes du Quatuor Modigliani, du Concours International de flute Maxence Larrieu, du Festival les Inouies, de Karine Lethiec de l’Ensemble Calliopée pour le Musée de l’Homme de Paris, d’Emmanuelle Bertrand et du festival d’Auvers sur Oise où elle est invitée comme compositrice en résidence.
Depuis 2023, Élise bénéficie du soutien des Fondations Safran et l’Or du Rhin et joue un violon de Joseph Gagliano, Naples 1796, prêté par la Fondation d’entreprise Société Générale C’est vous l’avenir.

## Prix et distinctions
- 2019 : 2e Prix et Prix spécial de l'œuvre contemporaine imposée, concours Ginette Neveu[12]
- 2019 : Premier Prix, Concours Bellan (violon)[13]
- 2020 : Prix d'Honneur, concours Bellan pour Âme de nuit op.12[14]
- 2022 : Premier Prix Beethoven Young Musician Competition[15]
- 2022 : Premier Prix - Rotary Club Paris[16]
- 2022 : médaille de l’Académie des Sciences, Lettres et Arts d’Arras, pour sa Sonate-Poème, Op.11[17]
- 2024 : Nommée dans la catégorie « Révélation Soliste Instrumentale » aux Victoires de la Musique Classique[11]

## Œuvres
Une grande partie des partitions des œuvres d'Élise Bertrand est éditée par les Éditions Billaudot.  

### Instrumental
- Douze préludes pour piano, op. 1
- Poème pour piano, Op. 5
- Sonatine, pour piccolo, Op. 6. Crée le 8 mars 2019[19]
- Quasi Variazioni, pour piano seul, Op. 7. Créés le 2 février 2019 au CRR de Paris[20]
- Sonate pour violon seul, Op. 16 - Commande du Festival des Forêts
- Dans les abysses de lumière, pour piano, Op.17
- Transes – 51, pour alto seul Op.24 - Commande de l’Ensemble Calliopée (Karine Lethiec)
- La Phœnix, pour violoncelle seul (Commande du Festival de Beauvais 2024), Op.25

### Musique de chambre
- Impressions liturgiques, pour flûte et piano, Op. 2
- Mosaïque, pour Flute et clarinette, Op. 4
- Sonate pour violon et violoncelle, op. 8; créée le 8 mars 2019[19]
- Lettera Amorosa pour quatuor (Flûte, violon, alto et violoncelle), Op. 10 - commande de l’Ensemble Hélios)
- Sonate-Poème pour violon et piano, op. 11; créé le 30 mars 2021[8] (Commande de Renaud Capuçon)
- Berceuse et Tarentelle, pour saxophone et piano, Op. 14 (Commande de Jerome Laran)
- Divertimento pour quatuor (clarinette, violon, alto et violoncelle), Op. 15 - commande de Musique et Santé/Radio France
- 2 contes op. 19 pour sextuor avec piano, percussions et narrateur (commande de Radio France)
- Lui e Loro, opus 22 – quatuor à cordes (création par le Quatuor Modigliani au Concertgebow d’Amsterdam en octobre 2023)
- Monochromes, opus 23 – flûte et piano – 2023 (Commande du Concours Larrieu)
- Joies, opus 26 pour marimba et piano (commande du Festival Un Temps pour elles/Auvers sur Oise 2024)
- Elles. Venuses illuminées. Notre métamorphose, pour violoncelle piano op.27 (commande du Festival d’Auvers sur Oise 2024)
- Je vous salue, Henri, Pierre et Nous vos couleurs pour violon harpe op.29 (Commande Fondation Maeght/Orchestre de Cannes 2024)
- la Mue, pour trio à cordes, op.30 (Prix du Concours des Arts et des Lettres d’Arras)

### Musique vocale
- Trois mélodies sur des poèmes d'Eluard, pour soprano et piano, Op. 9
- Âme de nuit, pour voix et piano, op. 12, créé le 17 octobre 2020[21]
- Ce qui dure, pour sextuor vocal ou chœur (Pour les Métaboles - 2024) op.31

### Orchestre
- Sinfonietta pour cordes, op. 13[22]. Créée par l'Orchestre de Douai dirigé par Jean-Jacques Kantorow le 21 mars 2021,[23]
- Le Chant de Lilith, op.18 pour piano et cordes. Créée le 12 février 2023, au concours Piano Campus
- Les Traversées.7 pour violon et cordes, op.21. Créées le 4 Juin 2023 salle Gaveau par Élise Bertrand et l’Orchestre Colonne
- Couleurs-Nacre pour 3 cors et orchestre, à cordes, op.28 commande du Festival Bam 2024

## Discographie
- Lettera amorosa : Œuvres de chambre et pour piano – Dana Ciocarlie, piano ; Caroline Debonne, flûte ; Joë Christophe, clarinette ; Hermine Horiot, violoncelle ; Ionel Streba, piano ; Paul Zientara, alto ; Élise Bertrand, violon et piano (2022, Klarte) (OCLC 1350844315)